# کانسپشن جانکشن (میزوری)
کانسپشن جانکشن (به انگلیسی: Conception Junction) یک شهر در ایالات متحده آمریکا است که در شهرستان نوداوای، میزوری واقع شده‌است. کانسپشن جانکشن ۰٫۸۰ کیلومتر مربع مساحت و ۱۹۸ نفر جمعیت دارد و ۳۰۶ متر بالاتر از سطح دریا واقع شده‌است.